# Catedrala Wawel

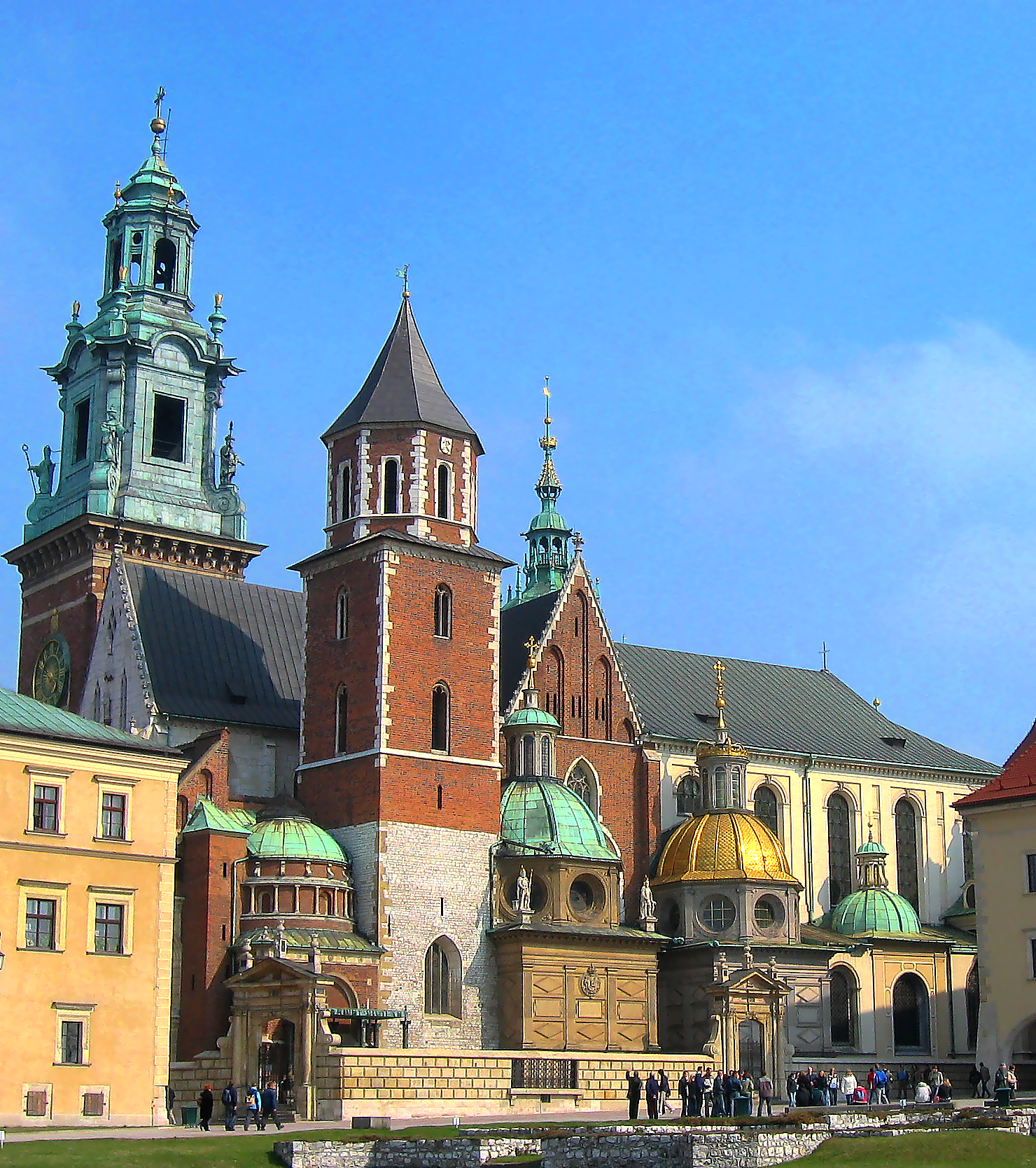
Catedrala Wawel de pe Dealul Wawel. Capela Sigismund (în partea dreaptă, cu dom de aur) și capela dinastiei Vasa (la stânga)

Bazilica Arhicatedrală Regală a Sfinților Stanislau și Venceslau de pe Dealul Wawel (poloneză królewska bazylika archikatedralna śś. Stanisława i Wacława na Wawelu), cunoscută și sub denumirea de Catedrala Wawel (poloneză katedra wawelska), este o biserică romano-catolică localizată pe Dealul Wawel din Cracovia, Polonia. Mai mult de 900 de ani, aceasta este un sanctuar național polonez și în mod tradițional a servit ca loc de încoronare a monarhilor polonezi precum Catedrala Arhidiecezei de Cracovia. Papa Ioan Paul al II-lea a oferit prima sa Liturghie în calitate de preot în cripta catedralei la 2 noiembrie 1946.
Catedrala gotică de astăzi este al treilea edificiu de pe acest site: primul a fost construit și distrus în secolul al XI-lea; al doilea a fost construit în secolul al XII-lea, dar a fost distrus de un incendiu în 1305. Construirea edificiului actual a început în secolul al XIV-lea conform ordinului episcopului Nanker.

## Interiorul
Catedrala are o navă principală (naos), transepte, cor cu deambulatoriu, absidă și mai multe capele laterale. Altarul principal, situat în absidă, opera lui Giovanni Battista Gisleni, a fost sfințit în jurul anului 1650 de episcopul Piotr Gembicki. Pictura altarului lui Hristos Răstignit, făcută de Marcin Blechowski este din secolul al XVII-lea.
Peste altarul principal se află un baldachin înalt de marmură neagră susținut de patru coloane, concepute de Giovanni Battista Trevano și Matteo Castelli între 1626 și 1629. Sub boltă este plasat un sicriu de argint al protectorul național, sfântul Stanislau (Stanisław), creat între 1669-1671, după ce cel anterior (donat în 1512 de către regele Sigismund I cel Bătrân), a fost furat de trupele suedeze în „Potopul din 1655”.
Un obiect remarcabil din catedrală este Crucifixul lui Iisus Hristos cel Negru, în stil gotic, înalt de 4 metri. Potrivit legendei, tânăra și pioasa regină Hedviga de Anjou se ruga adesea în fața crucifixului, iar în timpul acestor rugăciuni Iisus i s-ar fi adresat de mai multe ori.  Regina Hedviga (Jadwiga) a fost canonizată în anul 1997.

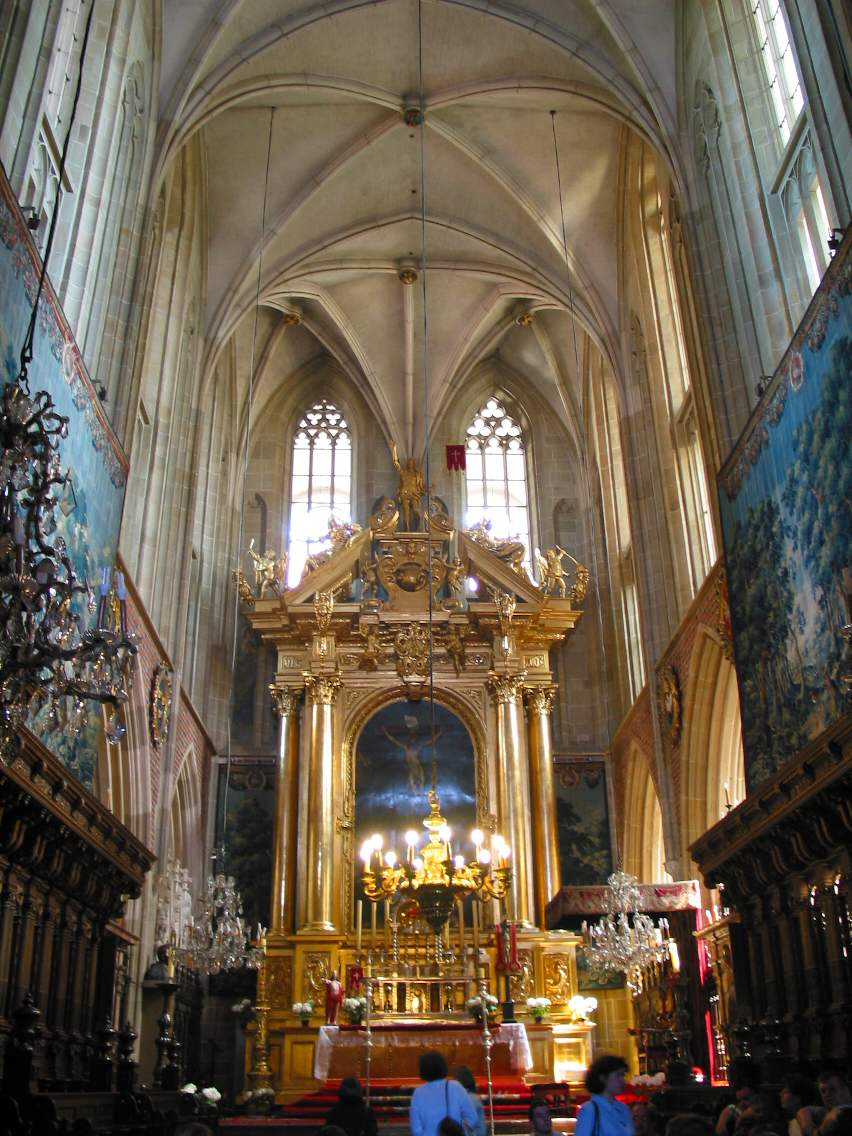
Altarul principal aurit, creat în jurul anului 1650.
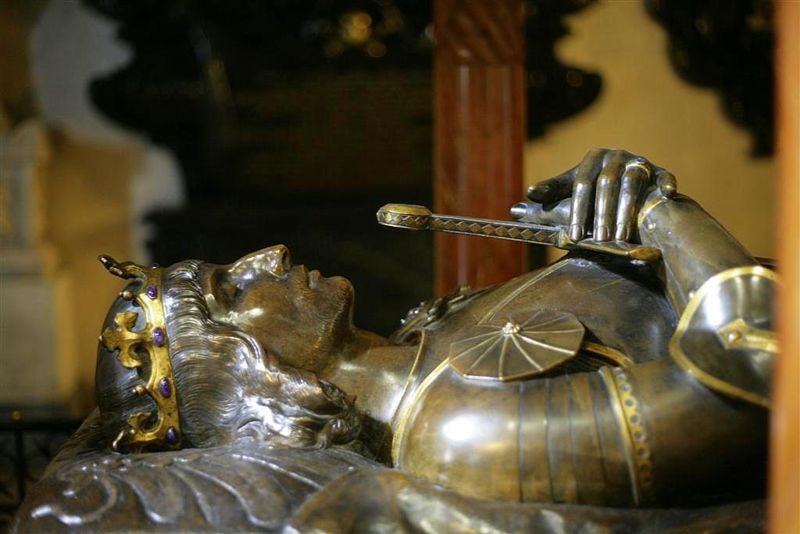
Mormântul regelui Władysław de Varna.
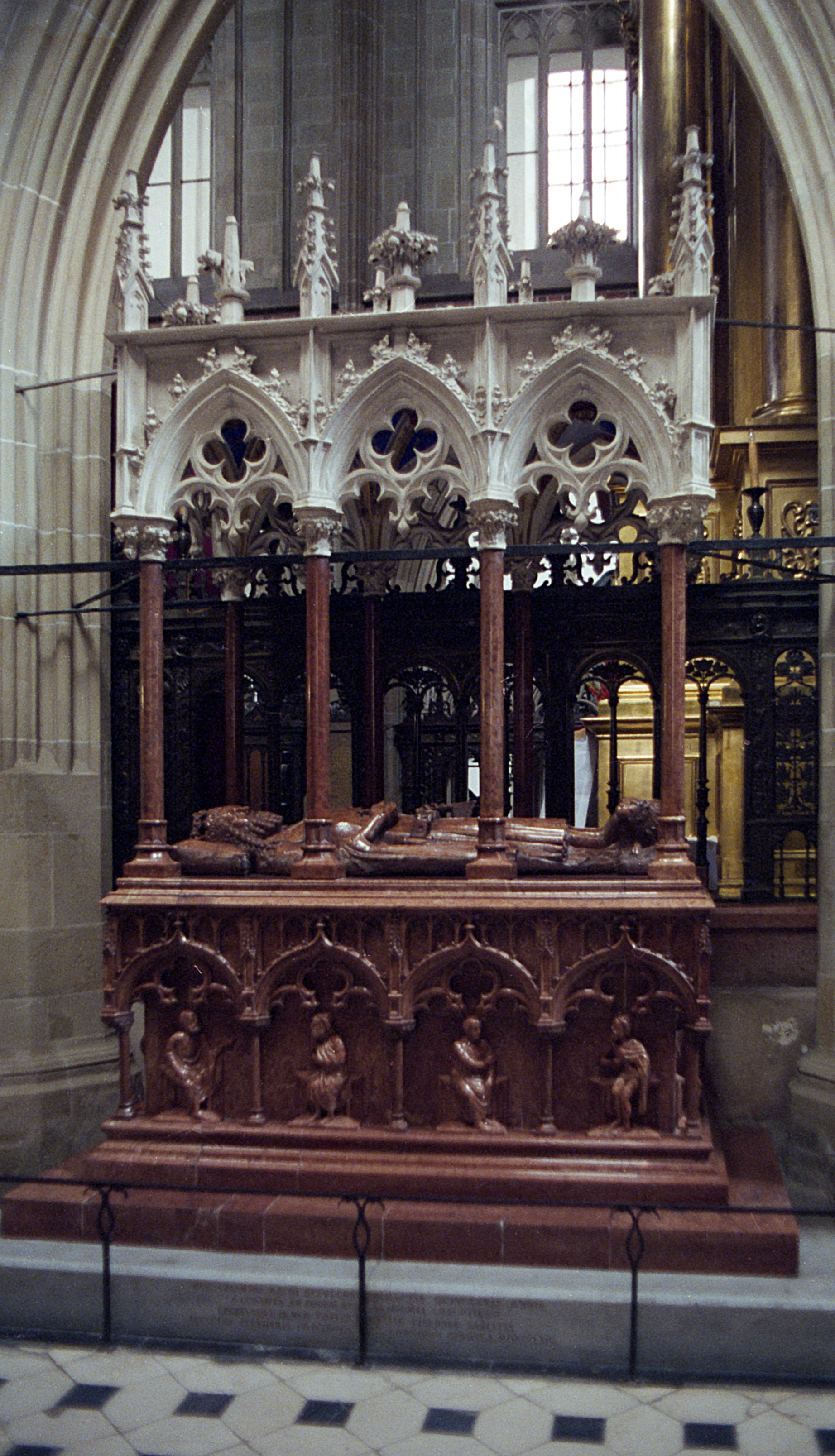
Mormântul regelui Cazimir al III-lea cel Mare.

## Capele și camere funerare
Catedrala Wawel a fost principalul loc de înmormântare pentru monarhii polonezi din secolul al XIV-lea. Ca atare, acesta a fost extinsă și modificată în mod semnificativ în timpul când conducătorilor individuali au adăugat mai multe capele funerare.
Capela lui Sigismund, sau Capela Zygmunt („Kaplica Zygmuntowska”), învecinată cu peretele sudic al catedralei, este una dintre piesele cele mai importante ale arhitecturii din Cracovia și, probabil, „cel mai bun exemplu din arhitectura renascentistă din afara Italiei”. Finanțată de către Sigismund I cel Bătrân, a fost construită între 1517 și 1733 de către Bartolomeo Berrecci, un arhitect florentin renascentist, care a petrecut cea mai mare parte a carierei sale în Polonia.
O capelă cu baza pătrată cu o cupola de aur, adăpostește mormintele fondatorului său și copiilor săi, regele Sigismund al II-lea August și Anna Jagiello (Jagiellonka).

Hartă care arată locul unde este amplasată Catedrala Wawel.
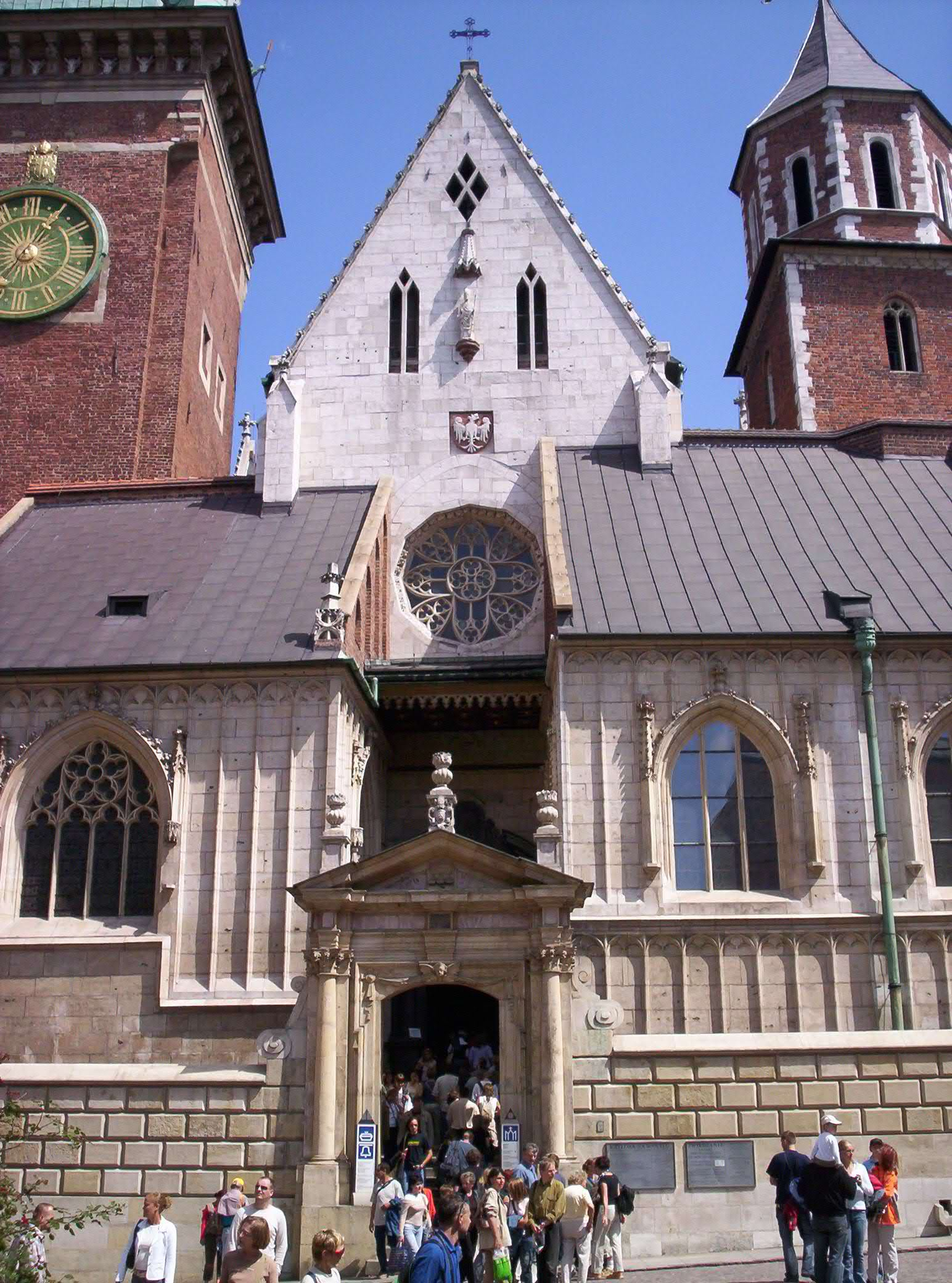
Poarta principală între Capela Sfânta Sofia (dreapta) și Capela Sfintei Cruci (stânga).
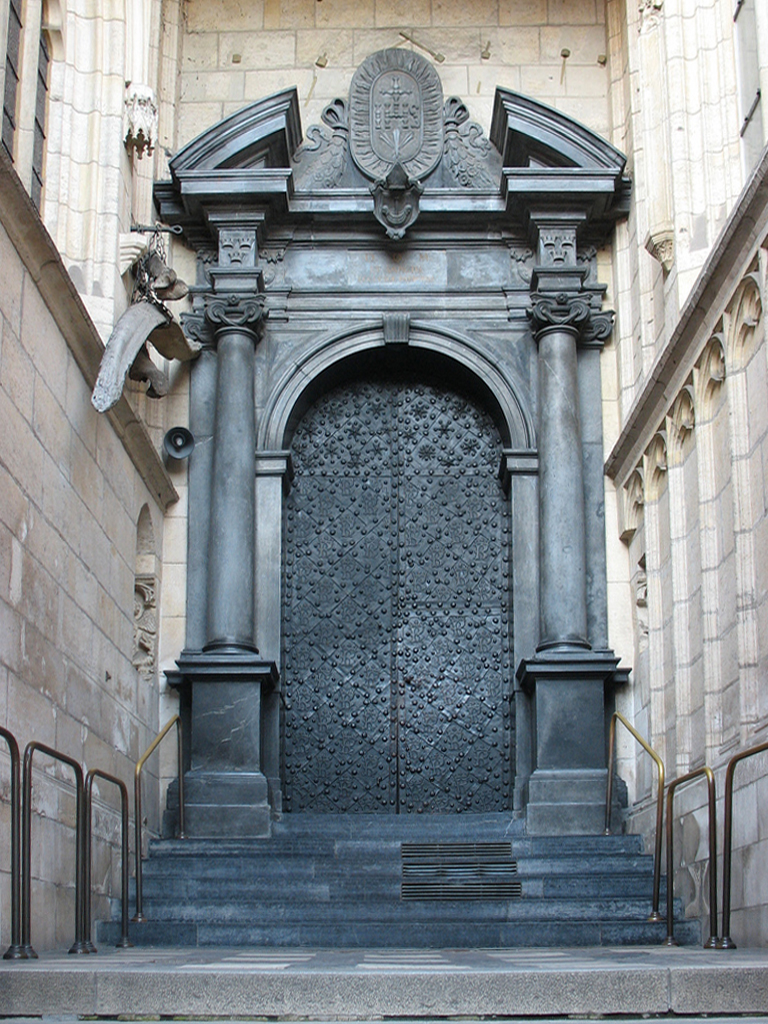
Intrarea din vest în catedrala Wawel.

## Morminte
În cripta de sub Catedrala Wawel se află mormintele regilor polonezi, eroiilor naționali, generalilor și revoluționarilor, inclusiv a conducătorilor din Uniunea statală polono-lituaniană, cum ar fi Ioan al III-lea Sobieski și soția sa Tadeusz Kościuszko - un lider a insurecției naționale poloneze și generalul  de brigadă în Războiul de Independență al Statelor Unite ale Americii; barzii naționali: Adam Mickiewicz ((înmormântat acolo în 1890)) și Juliusz Słowacki (1927), precum Władysław Sikorski – prim-ministrul a guvernului polonez în exil și comandantul suprem a forțelor armate ale Poloniei, împreună cu mareșalul Józef Piłsudski – fondatorul cele d-A Doua Republică Poloneză.
Papa Ioan Paul al II-lea a luat în calcul posibilitatea de a fi îngropat acolo după o anumită perioadă de timp, în timp ce unii oamenii din Polonia au sperat că, conform unui obicei străvechi, inima lui ar fi adusă acolo și va fi păstrată alături de rămășițe marilor domnitori polonezi. (Ioan Paul al II-lea a fost îngropat sub Bazilica Sf. Petru, un site unde sunt înmormântați papii încă din antichitate.)
| Regi polonezi |  | Sfinți polonezi |
| --- |  | --- |
| - Władysław I Łokietek - Cazimir al III-lea cel Mare - Hedviga de Anjou - Władysław II Jagiełło - Casimir al IV-lea Jagellon - Ioan I Albert - Sigismund I cel Bătrân - Sigismund al II-lea Augustu - Ștefan Báthory - Anna Jagellon - Sigismund al III-lea Vasa - Vladislav al IV-lea Vasa - Ioan Cazimir al II-lea Vasa - Mihail Korybut Wiśniowiecki - Ioan al III-lea Sobieski - August al II-lea al Poloniei |  | - Sfântul Stanislau - Sfânta Hedviga Alți oameni notabili - Prințesa Elizabeta Bonifacia a Poloniei - Adam Stefan Sapieha - Tadeusz Kościuszko - Józef Piłsudski - Władysław Sikorski - Józef Poniatowski - Adam Mickiewicz - Lech Kaczyński și Maria Kaczyńska - Juliusz Słowacki - Cyprian Norwid (Urnă cu sol de la mormântul său din Franța) |